# Osmansko-portugalské války (1538–1560)
Osmansko-portugalské války (1538–1560) byla série vojenských střetnutí během období soupeření mezi Osmanskou říší a Portugalskou koloniální říší a jejich místními spojenci o nadvládu nad oblastmi Perského zálivu, Afrického rohu a Rudého moře. 

## Pozadí
Po objevitelských cestách Vaska da Gamy převzalo mocné Portugalské námořnictvo počátkem 16. století kontrolu nad Indickým oceánem. Portugalská nadvláda ohrožovala pobřežní města Arabského poloostrova a Indie. Střediskem této nadvlády se stala portugalská kolonie Goa, město na západním pobřeží Indického subkontinentu, jehož se Portugalci zmocnili v roce 1510.
Osmani začali oblast Rudého moře ovládat v roce 1517, když sultán Selim I. připojil po bitvě u Rijdanie Egypt k Osmanské říši. Větší část obyvatelného prostoru Arabského poloostrova, tedy oblast Hidžázu a Tihámy, se k Osmanské říši záhy dobrovolně připojila. Hadži Ahmed Muhaddin Piri, který se pod jménem Piri Reis proslavil svou mapou světa, ji jen pár týdnů poté, co sultán Selim I. dorazil do Egypta, sultánovi představil. Část této mapy světa z roku 1513, na níž je znázorněna oblast Atlantského oceánu  a Ameriky, se dnes nachází v muzeu paláce Topkapi v Istanbulu. Část, která zobrazuje Indický oceán, však chybí. Prý si ji snad mohl ponechat sultán Selim I., aby ji mohl snáz využít k plánování budoucích vojenských výprav v této oblasti. Historicky lze období, kdy Osmani ovládli oblast Rudého moře, považovat za počátek osmansko-portugalské rivality. Sultán Selim I. začal s vládcem Gudžarátského sultanátu Muzaffar šáhem II. dojednávat možnost společného útoku na portugalskou kolonii Goa. Roku 1520 však sultán Selim I. zemřel.
V roce 1525 byl za vlády Selimova syna Sulejmana I. řečeného Nádherný bývalý korzár Selman Reis jmenován admirálem malé osmanské flotily v Rudém moři, jejímž úkolem byla obrana osmanských pobřežních měst proti útokům Portugalců. Roku 1534 zabral sultán Sulejman větší část Iráku a do roku 1538 se osmanská vojska dostala až do Basry na řece Šatt al-Arab u Perského zálivu. Osmanskou říši však stále trápil problém s Portugalci ovládaným pobřežím Arabského poloostrova. Většina tamějších měst byla buď portugalskými přístavy, nebo portugalskými vazaly. Dalším důvodem osmansko-portugalské rivality byla ekonomika. Hlavní obchodní cesty, kudy se z Dálného východu dováželo do Evropy koření, takzvaná Cesta koření, vedly totiž v 15. století přes Rudé moře a Egypt. Avšak poté, co portugalský mořeplavec Vasco da Gama v roce 1498 obeplul Afriku a doplul do Indie, čímž pro Evropany objevil cestu do Indie mimo Osmany ovládané oblasti, začaly Osmanům klesat příjmy z poplatků na obchodních cestách. Osmanská říše sice byla hlavní námořní mocností ve Středomoří, nebylo však možné přesunout osmanské námořnictvo do Rudého moře. Proto byla v Suezu vybudována nová rudomořská flotila s názvem Indické loďstvo. Vysílání výprav do Indického oceánu však bylo zřejmě podníceno pozváním z Indie. 
Toto soupeření se konalo na pozadí Etiopsko-Adalské války z let 1529–1543. V roce 1529 napadli Osmani se svými místními spojenci Etiopské císařství. Portugalská pomoc, o niž v roce 1520 požádal habešský císař Dawit II. (Lebna Dengel), konečně dorazila do Massawy během panování císaře Gelawdewa neboli Klaudia, trůnním jménem Asnafa Sagada I. Portugalské vojsko, jemuž velel druhý syn Vaska da Gamy Cristóvão da Gama, čítalo 400 mušketýrů, několik ze zadu nabíjených polních děl a nevelký počet kavaleristů. 

## Průběh nepřátelských akcí

### Obléhání Díu, 1538
Velké nepřátelské akce mezi Portugalskem a Osmanskou říší začaly v roce 1538, když Osmani vypomohli Gudžarátskému sultanátu asi 80 loděmi oblehnout město Díu, které bylo od roku 1535 součástí portugalské kolonie Portugalská Indie. Osmanskému loďstvu velel egyptský guvernér sultána Sulejmana I. Nádherného Hadım Sulejman paša. Jeho útok však nebyl úspěšný, a proto bylo obléhání zrušeno. 
Vládce Bahadurského sultanátu Bahadur šáh, syn Muzaffara šáha II., který jednal se Sultánem Selimem I., požádal Cařihrad o společnou akci proti portugalskému loďstvu. Sultán Sulejman I. využil této příležitosti, aby omezil portugalskou převahu v Indickém oceánu, a jmenoval Hadıma Sulejmana pašu admirálem svého Indického loďstva. Toto loďstvo tvořilo asi 90 galér. V roce 1538 vyplul Hadım Sulejman paša z Rudého moře přes Arabské moře do Indie, kde zjistil, že Bahadur šáh byl zabit během námořní potyčky s Portugalci a že jeho nástupce se s nimi naopak spojil. Po neúspěšném obléhání Díu se admirál rozhodl k návratu. Při své zpáteční cestě do Suezu však dobyl značnou část Jemenu včetně významného přístavu Aden. Po návratu z této výpravy byl Hadım Sulejman paša povýšen na velkovezíra. 

### Suezské tažení, 1541

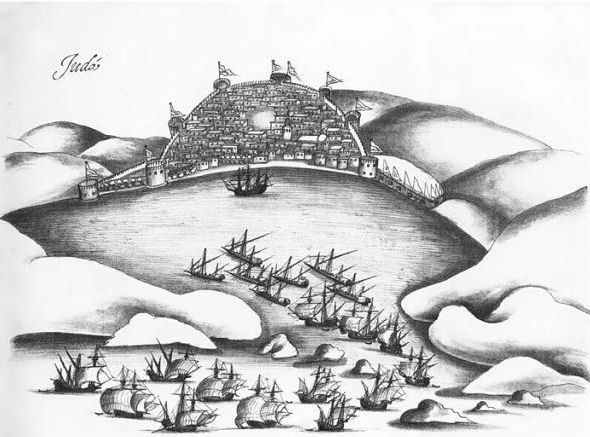
Osmanský admirál Selman Reis bránil roku 1517 Džiddu proti portugalskému útoku.

Cílem portugalského tažení, jemuž velel guvernér Estêvão da Gama, první syn Vaska da Gamy, bylo zničit osmanské loďstvo u Suezu. Portugalské lodě vypluly z Goy 31. prosince 1540 a 27. ledna 1541 dosáhly Adenu. Následně 12. února dopluly do Massawy, kde Estêvão da Gama zanechal několik lodí a pokračoval dál na sever. Portugalci pak zničili osmanské přístavy Suakin a Quseir, zaútočili na Džiddu, ale byli odraženi úporně se bránícími Osmany. Poté co portugalské loďstvo dorazilo k Suezu, Estêvão da Gama zjistil, že Osmani o jeho nájezdu již dávno věděli a zmařili jeho snahu spálit lodě kotvící u břehu. Guvernéru da Gamovi nezbylo než se vrátit zpět do Massawy. Cestou však udělal přestávku na dobytí přístavu El-Tor ležícího na Sinajském poloostrově.

### Etiopské tažení, 1541–1543

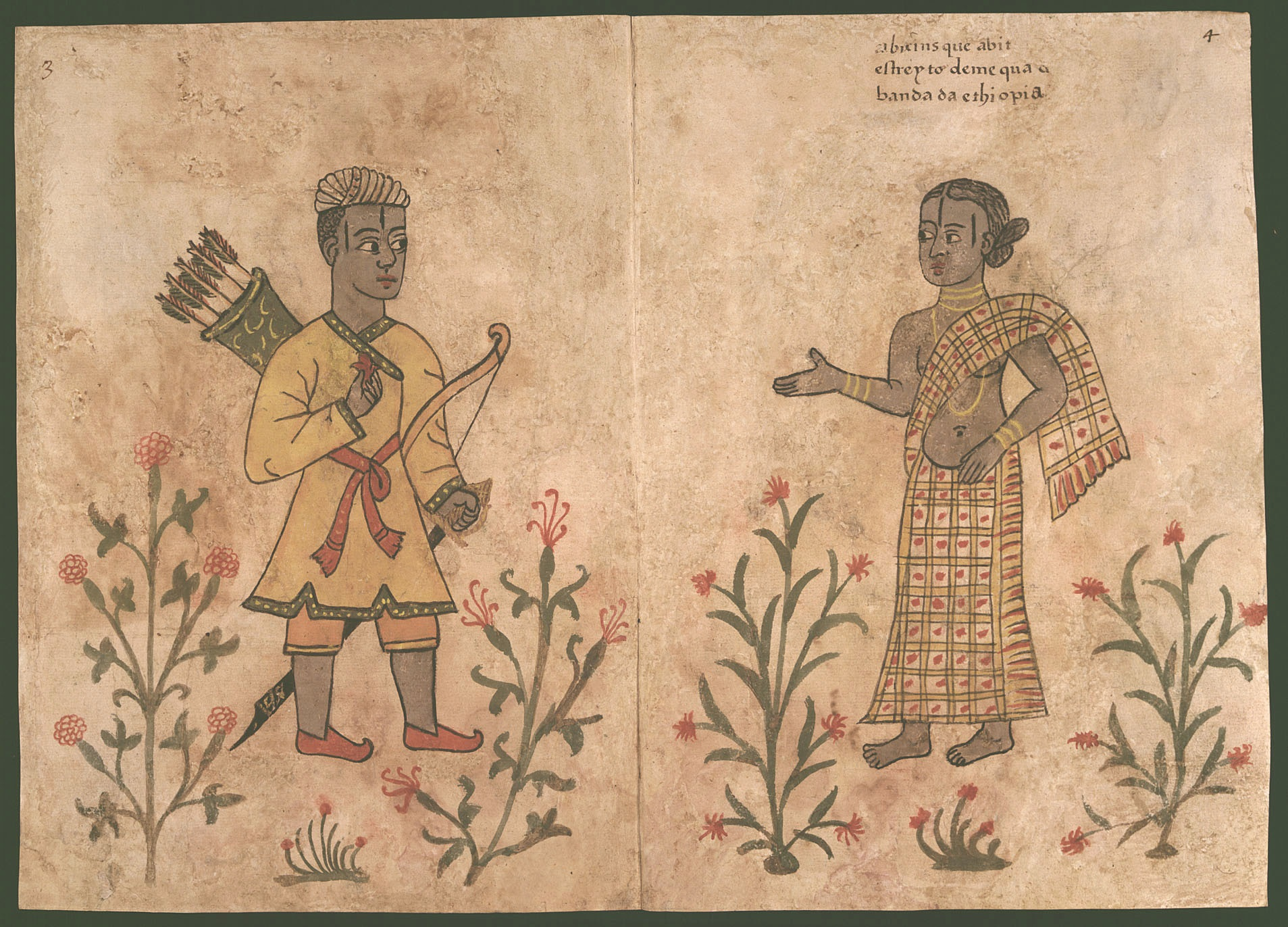
Portugalská kresba z 16. století znázorňující Etiopany (z Kodexu Casanatense)

V Massawě guvernér Estêvão da Gama vyslyšel naléhavé volání po pomoci křesťanskému Etiopskému císařství proti útoku armády muslimského Adalského sultanátu. Vyčlenil pro tento účel expediční sbor o síle 400 mužů a jeho velení svěřil svému mladšímu bratrovi  Cristóvãovi da Gamovi. V únoru 1542 se Portugalcům v bitvě u Baçente podařilo dobýt důležitou adalskou pevnost. Další vítězství slavili Portugalci v bitvě u Jarte, kde přemohli početně silnějšího protivníka, přičemž jak Cristóvão da Gama, tak adalský imám a generál Ahmad ibn Ibráhím al-Gází utpěli střelné zranění. Generál al-Gází si poté vyžádal pomoc od osmanského guvernéra Jemenu, který sídlil v Adenu. Guvernér poslal 2000 arabských mušketýrů, 900 osmanských pikenýrů, 1000 osmanských pěších mušketýrů, nějaké albánské pěšáky vyzbrojené mušketami a osmanské kavaleristy. V následující bitvě u Wofly (dnešní distrikt Ofla v Etiopii) pak adalsko-osmanské síly Portugalce porazily. Cristóvão da Gama byl zajat, a jelikož odmítl přestoupit na islám, byl popraven. 
Císař Gelawdewos nakonec dokázal přeorganizovat svoji armádu, začlenit do ní zbývající portugalské vojáky a 21. února 1543 porazit a zabít Ahmada ibn Ibráhíma al-Gázího v bitvě u Wayna Daga východně od jezera Tana. Ukončil tak adalsko-etiopskou válku. (Boje však byly zanedlouho opět obnoveny, byť v mnohem menším měřítku.) 

### Adenská vzpoura, 1548
Cílem druhé výpravy bylo obnovení osmanské moci v oblasti Rudého moře a Jemenu. Novým admirálem osmanské flotily v Rudém moři se stal Hadži Ahmed Muhaddin Piri alias Piri Reis, který roku 1517 představil sultánu Selimovi I. svoji mapu světa. V roce 1547 se Aden, který pro Osmany roku 1538 dobyl Hadım Sulejman paša, vzbouřil proti osmanské nadvládě a přešel na portugalskou stranu, čímž Osmani přišli o základnu, z níž ovládali celý Jemen.
Adenští vedení Alim bin Sulejmanem al-Tawlakim bojovali proti osmanskému loďstvu čítajícímu 60 plavidel rozličné velikosti, které připlulo 15. listopadu 1547. Po Tawlakiho smrti převzal velení jeho syn Mohammed, který vydržel vzdorovat až do připlutí malé portugalské flotily 19. ledna 1548. Nicméně Portugalci byli donuceni k ústupu do Zeily, hlavního města Adalského sultanátu, kde bylo 120 námořníků zajato a jejich lodě spáleny. Osmani vedení Pirim Reisem 26. února 1548 Aden znovu dobyli, čímž si opětovně zajistili nadvládu nad Rudým mořem.

### Obléhání Al-Katifu, 1551
V roce 1550 dobyl osmanský guvernér Basry pevnost Al-Katif na Arabském poloostrově, jež patřila portugalskému vazalovi, hormuzskému králi. Když se o tom dozvěděl portugalský guvernér Indie Afonso de Noronha, vyslal do Perského zálivu kapitána Antónia de Noronhu s 1200 muži, 7 galeonami a 12 veslicemi, aby Osmany vyhnal.
Poté co dorazili do Hormuzu, poskytl zdejší král kapitánu Noronhovi pomocný sbor 3000 Peršanů a Hormuzanů. António de Noronha vyslal z Hormuzu Manuela de Vasconcelose s několika veslicemi, aby prozkoumal okolí pevnosti a přerušil její spojení s Basrou. Koncem července pak připlul i se zbytkem flotily. Portugalské vojsko se vylodilo, načež zahnalo osmanskou jízdu, která na ně zaútočila, zpět do pevnosti.  Portugalci a jejich pomocný sbor pevnost Al-Katif oblehli a v krátké době vykopali zákopy, do nichž rozmístili děla. Poté začali ostřelováním bořit hradby pevnosti. Jelikož se osmanská posádka nedokázala účinně bránit, rozhodlo její velení o útěku. Po osmi dnech se většině obránců podařilo pod rouškou noci z obležené pevnosti uprchnout. Jen malou část posledních uprchlíků Portugalci objevili a pobili. Pevnost byla poté srovnána se zemí.

### Tažení Piriho Reise, 1552

Plavba Piriho Reise v roce 1552

Tři roky po potlačení adenské vzpoury vyplul Piri Reis v dubnu 1552 opět ze Suezu, tentokrát s 30 loďmi, s cílem zmocnit se ostrova Hormuz, který byl klíčem k celému Perskému zálivu a který prostřednictvím svého vazala, hormuzského krále, ovládali Portugalci. V srpnu téhož roku Piri Reis při té příležitosti cestou vyplenil Maskat. Po dosažení ostrova Hormuz v polovině září se Osmanům sice podařilo vyplenit stejnojmenné město, ale tamější portugalská pevnost jim odolala. Vyburcován zprávami o blížícím se portugalském loďstvu se Piri Reis rozhodl ustoupit. Flotile nařídil stáhnout se do Basry a sám se s dvěma galérami, jež byly jeho soukromým majetkem, vrátil do Suezu. Sultán ho za to odsoudil k smrti. Piri Reis byl popraven v roce 1553 v Káhiře.
Ve světle těchto událostí Portugalci citelně zesílili hormuzskou posádku a následujícího roku (1553) porazili osmanské loďstvo v bitvě v Hormuzském průlivu.

### Murat Reis starší a bitva v Hormuzském průlivu, 1553
Po popravě Piriho Reise jmenoval sultán „admirálem indickooceánského loďstva“ Murata Reise staršího. Jeho úkolem bylo přemístit 15 galér kotvících v Basře do Rudého moře a zabezpečit tak tuto oblast proti Portugalcům. To však vyžadovalo proplout Perským zálivem, který Portugalci bedlivě střežili ze své základny na ostrově Hormuz.
Osmanská flotila tvořená 15 galérami a 1 karakou plula v řadě za sebou blízko pobřeží. Jakmile se Osmani v srpnu 1553 přiblížili k Hormuzskému průlivu a spatřili portugalské loďstvo, pokusili se ho obeplout. Portugalci pod velením Dioga de Noronhy seřadili své lodě do kýlové linie, aby jejich galeony a válečné karavely (redondy) mohly co nejlépe využít děl v bočních střílnách v podpalubí – tato taktika se od poloviny 17. století až do poloviny 19. století stane standardem ve vedení námořní války. Murat Reis prokázal stejné taktické schopnosti, když nařídil  svým galérám, které neměly boční střílny, aby se všechny současně otočily na pravobok a mohly tak střílet příďovými děly na Portugalce, než se vrátí zpět do kurzu. Jedna osmanská dělová koule prorazila bok portugalské vlajkové lodi pod čárou ponoru. Kapitán okamžitě otočil loď směrem k větru, takže se naklonila a díra se octla nad hladinou. Lodní tesaři tak mohli otvor v průběhu bitvy utěsnit. Před polednem vítr zeslábl, takže všechny plachetnice zůstaly stát. Pohybovat se mohly jen galéry, ty však byly pod tlakem lehkých portugalských fust vybavených jak plachtou, tak vesly. Když se asi po 6 hodinách vítr zvedl, začaly portugalské galeony a válečné karavely obkličovat osmanské galéry. Murat Reis se proto rozhodl ustoupit zpět do bezpečí.
Osmanské loďstvo tak v bitvě v Hormuzském průlivu, která byla největší námořní bitvou mezi loďstvy obou mocností, utrpělo porážku a admirál Murat Reis starší byl donucen vrátit se do Basry.

### Seydi Ali Reis a bitva v Ománském zálivu, 1554

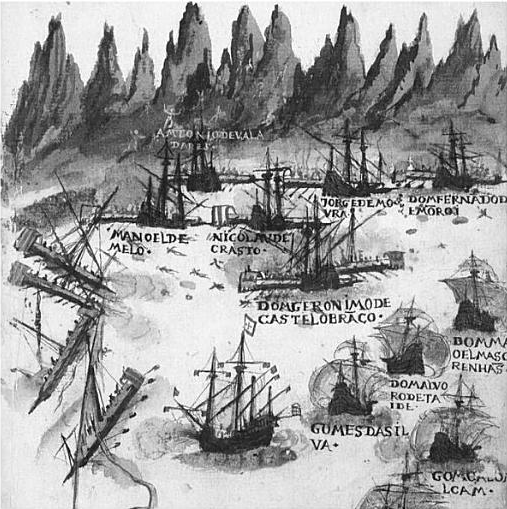
Portugalci útočí na osmanskou flotilu (z knihy Livro de Lisuarte de Abreu).

Roku 1553 jmenoval sultán Selim I. admirálem indickooceánského loďstva Seydi Aliho Reise. Jeho úkolem bylo spojit flotilu uvízlou v Basře s loďstvem v Suezu, aby mohli Osmani lépe bojovat s Portugalci. To však vyžadovalo proplout Portugalci ovládaným Perským zálivem. Flotila Seydi Aliho Reise se s portugalským loďstvem posíleným o 6 galeon, 6 karavel, 25 fust a 1200 vojáků, vyslaných v únoru 1554 z Goy pod velením Fernanda de Menesese, poprvé setkala 10. srpna u mysu Musandam na jih od Hormuzského průlivu. Osmanskému admirálovi se obratným manévrem podařilo vyhnout nepříznivému střetu s nepřítelem a pokračoval dál k Maskatu. Překvapení Portugalci se na radu zkušeného lodivoda vydali ve směru příznivých větrů na sever a pak na východ a po několika dnech dopluli do Maskatu ještě dřív než osmanská flotila. Osmani, kteří věřili, že se jim podařilo Portugalcům uniknout, mezitím pluli pomalu proti větru, aby si veslaři odpočinuli.
Portugalci po krátkém odpočinku v Maskatu vyrazili vstříc připlouvající osmanské flotile a 25. srpna se octli na dohled od ní. Než však plachetnice zaujaly správnou pozici, proplulo několik osmanských galér do bezpečí. Portugalská vlajková loď São Mateus, jež byla Osmanům nejblíž, spustila kotvu a zahájila palbu na osmanskou flotilu. Devíti galérám se i přes portugalskou dělostřelbu podařilo proklouznout, desátou však zasáhla velká dělová koule a zabila několik mužů. Loď se prudce stočila a zablokovala ostatním galérám cestu, takže se octly v pasti. Okamžitě se k nim přiblížily hbité portugalské karavely, jejichž osádky galéry zahákovaly a obsadily. Zmatení osmanští námořníci skákali do moře, kde je pobíjely posádky portugalských fust s malým ponorem. Zbytek galér napadlo několik dalších portugalských karavel, takže se po asi půlhodinovém odporu vzdaly.
Seydi Ali Reis mezitím ve snaze uniknout co nejrychleji Portugalcům zamířil se zbývajícími galérami přes Arabské moře na východ do Gudžarátského sultanátu. Velitel portugalského loďstva Fernando de Meneses vyslal Jerónima de Castela Branca s 6 karavelami, aby Osmany pronásledoval. Flotila karavel přinutila osmanské galéry vplout do přístavu Súrat, kde Seydi Aliho Reise uvítal gudžarátský guvernér. Jakmile se portugalský vicekrál v Goi dozvěděl o přítomnosti osmanské flotily v Indii, vyslal do Súratu 2 galeony s doprovodem 30 válečných veslic, aby guvernéra přinutily Osmany vydat. Guvernér Turky sice nevydal, ale slíbil zničit jejich lodě, s čímž Portugalci souhlasili. Seydi Ali Reis s asi 50 muži se musel vydat na cestu zpět do Cařihradu po souši. Cesta jim trvala dva roky a tři měsíce. O celkem 18 zemích, které cestou navštívil, napsal Seydi Ali Reis několik knih, nejznámější z nich je Zrcadlo zemí (Mir'ât ül Memâlik), 1557. Admirálovi nikdy nedošlo, že 10. a 25. srpna 1554 se setkal s tímtéž portugalským loďstvem.   

### Obléhání Bahrajnu, 1559
V červenci roku 1559 se osmanské vojsko vedené guvernérem ejáletu Lahsa Mustafa pašou vylodilo na ostrově Bahrajn, který Portugalci dobyli v roce 1521 a od té doby ho nepřímo ovládali jako léno jejich vazala hormuzského krále. Osmani chtěli ovládnout ostrovní stát proslavený obchodem s perlami. Vzápětí proto zaútočili na Bahrajnskou pevnost. Její obránci však osmanskou dělostřelbu vydrželi a vyslali do Hormuzu rychlou loď s tísňovou zprávou.
Jakmile prosba o pomoc dorazila do Hormuzu, vyslal zdejší kapitán António de Noronha do Bahrajnu svého synovce Joãa de Noronhu s 10 lehkými galérami (fustami) a nařídil kapitánu Álvarovi da Silveirovi z Maskatu, aby se tam okamžitě vypravil s vojskem na palubě válečné karavely a několika fust. Jelikož byl João Noronha mladý a nezkušený, Osmani jeho malou flotilu okamžitě rozprášili. Kapitán Silveira byl úspěšnější. Zvolil trasu směrem na pevnost Al-Katif, takže se dostal k Bahrajnu od západu. Zmátl tím osmanské útočníky, kteří se domnívali, že se jedná o posilu vyslanou z Basry. Portugalci využili lehké ranní mlhy a podařilo se jim obsadit osmanské lodě, čímž uvěznili jejich vojsko na ostrově. Osmani přestali obléhat Bahrajnskou pevnost a stáhli se do palmového lesíka, kde se zakopali. Ani po několika týdnech potyček se Portugalcům nepodařilo Osmany vytlačit. Teprve poté, co v obou leženích propukl mor a způsobil na obou stranách značné ztráty, nabídli Osmani podmínky pro uzavření příměří. Dne 6. listopadu byli zbylí Osmani výměnou za odevzdání zbraní a zaplacení odškodného převezeni do Al-Katifu.

### Přepadení u ostrova Kamarán, 1560
Roku 1560 přepadly 4 galéry admirála Sefera Reise u ostrova Kamarán v Rudém moři ze zálohy portugalskou eskadru a porazily ji. Osmani přitom zajali 2 portugalské lodě. Dva roky předtím utrpěli Portugalci porážku, když se pokusili o přímý útok na základnu admirála Sefera Reise v jemenském přístavu Mokka v Rudém moři. 
Velitel portugalské eskadry Christovao Pereira Homem připlul k etiopskému přístavu Massawa, kde ho uvítali Turci, kteří ho zdrželi tak dlouho, jak potřeboval Sefer Reis, aby mohl připravit svoji léčku. Admirál zamaskoval svoji loď tak, aby vypadala jako loď bohatého obchodníka s kořením plující z indonéského Ačehu. Podařilo se mu tak oklamat Portugalce, kteří se rozhodli ji zabavit. Náhle však byli ze zálohy přepadeni osmanskými galérami. Jejich posádky pobily všechny muže na dvou portugalských lodích, zatímco zbylým dvěma lodím se podařilo uprchnout do Indie.

## Závěr
Původní osmanský záměr omezit portugalskou nadvládu v Indickém oceánu a podpořit tak muslimské vládce v Indii nebyl dosažen, přestože Osmanská říše byla bohatší a mnohem lidnatější než Portugalsko, vyznávala islám, stejně jako většina národů v oblasti a její námořní základny se nacházely blíž k prostoru bojů. Na druhé straně díky ovládnutí přístavů na pobřeží Rudého moře se Osmanům po celé 16. století dařilo znepříjemňovat Portugalcům využívání obchodních cest a udržovat obchod s Mughalskou říší na solidní úrovni.
Někdy se za součást osmanských vojenských výprav považuje i osmanská pomoc Sultanátu Ačeh na severním cípu ostrova Sumatra v roce 1569 proti portugalské državě v Malakce. Tuto výpravu 15 šebek vyslal sultán Selim II.  pod vedením admirála Kurtoğlu Hızıra Reise. Nicméně v tomto případě se nejednalo o vojenskou výpravu.
Je známo, že osmanský velkovezír Mehmed Paša Sokolović navrhl mezi lety 1565 a 1579 vybudovat mezi Středozemním a Rudým mořem průplav, jímž by mohly proplouvat námořní lodě. Válečnému námořnictvu by to umožnilo přímou plavbu ze Středozemního moře až do Indického oceánu. Tento projekt však přesahoval možnosti techniky 16. století.  Suezský průplav byl otevřen až o 300 let později, v roce 1869. 
Vzhledem k neschopnosti rozhodujícím způsobem porazit Portugalce nebo ohrozit jejich lodě, upustili Osmani od dalších významnějších bojových akcí a zaměřili se místo toho na zásobování portugalských nepřátel, jako byl Sultanát Ačeh. Situace se tak vlastně navrátila do stavu jako před konfliktem. Portugalci dál rozvíjeli své obchodní a diplomatické vztahy s nepřítelem Osmanské říše safíovskou Persií. Postupně se ustálilo napjaté příměří, v němž mohli Osmani kontrolovat pozemní obchodní trasy do Evropy, takže si udrželi Basru, kterou se Portugalci pokoušeli získat, a Portugalcům bylo dovoleno ovládnout  námořní obchod s Indií a východní Afrikou. Osmani se poté zaměřili na oblast Rudého moře, kterou ovládli již dříve, když v roce 1517 ovládli Egypt a roku 1538 Aden.